# Sida sangana
Sida sangana är en malvaväxtart som beskrevs av Ulbrich. Sida sangana ingår i släktet sammetsmalvor, och familjen malvaväxter. Inga underarter finns listade i Catalogue of Life.